# Tartu domkyrka

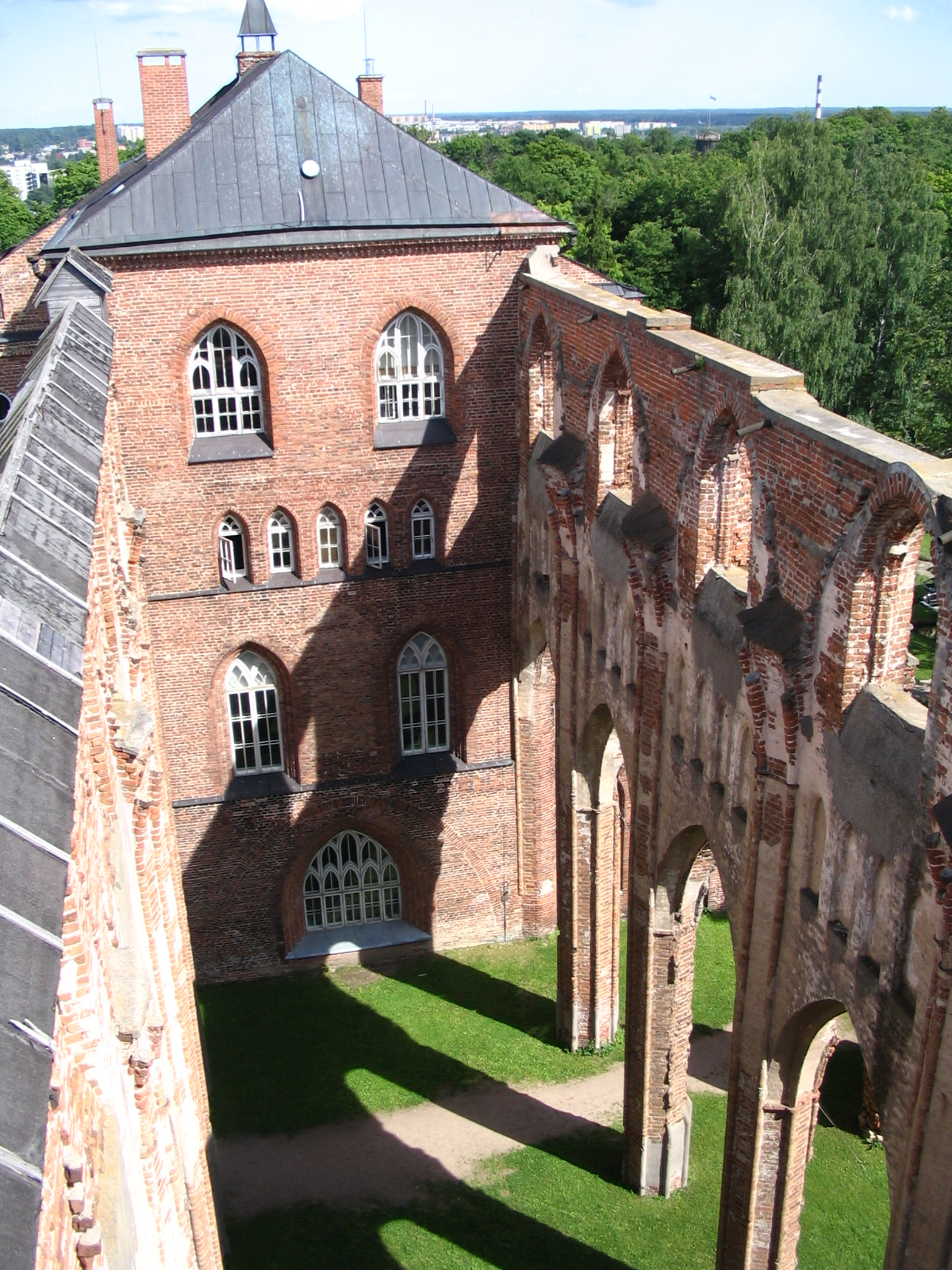
Vy från tornet över ruinerna och universitetsmuseihuset

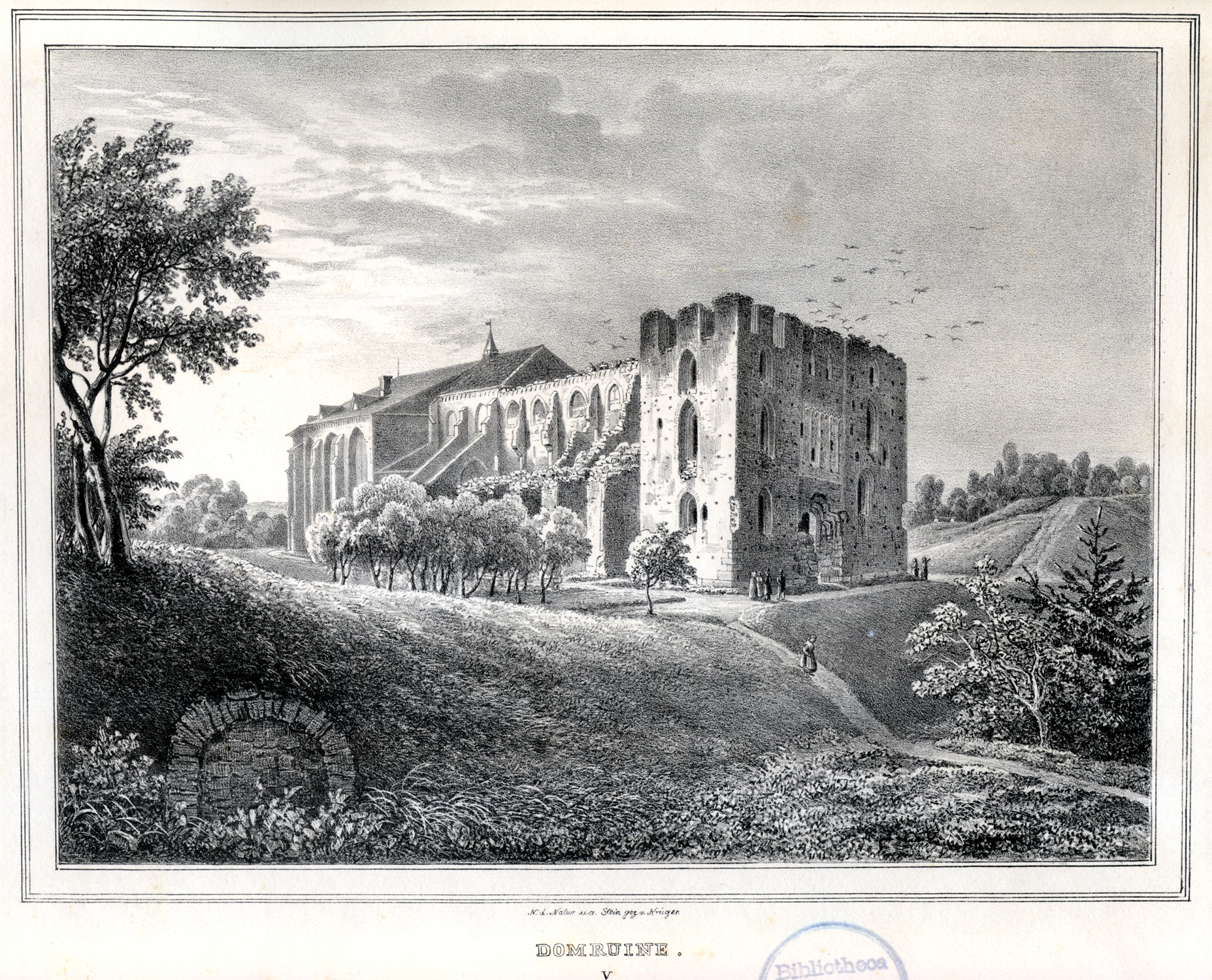
Domkyrkoruinerna 1837

Tartu domkyrka (estniska: Tartu toomkirik) är en tidigare katolsk kyrka i Tartu i Estland, vilken idag till stor del utgör en ruin. I en del av kyrkan som renoverats i början av 1800-talet finns Tartu universitetsmuseum, också använt som representationslokaler för universitetet.

## Byggandet
Domkyrkan står på en kulle vid Emajõgifloden. På kullen fanns en av de största försvarsanläggningarna i det gamla Estland. Kristna erövrare förstörde denna anläggning 1224 och började omedelbart efteråt bygga upp en biskopsfästning, Castrum Tarbatae, på denna militärt strategiska plats.
Byggandet av en gotisk katedral på norra sidan av Domkyrkoberget började troligen under andra hälften av 1200-talet. Kyrkan omgavs av en kyrkogård och hus för domkapitlets medlemmar. Katedralen helgades åt Petrus och Paulus, vilka också var stadens skyddshelgon. Kyrkan planerades ursprungligen som en basilika, men tillbyggdes senare med ett kor, vilket gav den karaktär av en hallkyrka. Koret i sin tidiga form och navet var i bruk vid sekelskiftet 1200/1300. Omkring 1470 slutfördes bygget av ett högkor och tillades pelare och bågar i tegelgotik. Katedralen färdigbyggdes till slutet av 1400-talet med uppförandet av två massiva fästningsliknande torn på västra sidan, vilka ursprungligen var 66 meter höga.

## Förfall
Vid mitten av 1520-talet genomfördes Reformationen i Tartu. I januari 1525 skadades katedralen av protestantiska ikonoklaster, och så småningom övergavs den och lämnades att förfalla. Under Livländska kriget (1558–1583) förstörde ryska trupper staden och kyrkan. Efter att staden 1582 tillfallit Polen, planerade de nya katolska härskarna att återuppbygga katedralen, men dessa planer skrinlades på grund av det Andra polska kriget 1600–1611. En brand 1624 förorsakade ytterligare skador på byggnaden.
År 1629 blev Tartu svenskt. De nya härskarna visade föga intresse för förfallna byggnaderna, vilka under svensktiden ytterligare förföll.

## Universitet
Med återupprättandet 1802 av Dorpats universitet, som tidigare hade existerat från 1632 under svensktiden, fick den baltisk-tyske arkitekten Johann Wilhelm von Krause i uppdrag att rita en byggnad för Dorpats universitetsbibliotek i domkyrkoruinerna. Han ritade en trevåningsbyggnad, som uppfördes 1804–1807. Krause planerade också ett astronomiskt observatorium i ett av tornen, men något sådant genomfördes inte, utan observatoriet byggdes som en fristående byggnad i form av Tartus gamla observatorium.
I slutet av 1800-talet inrättades ett vattentorn i det norra tornet.
På 1960-talet byggdes biblioteksbyggnaden ut och utrustades med centralvärme. När universitetsbiblioteket flyttade till en nyuppförd byggnad 1981, flyttade Tartus universitetsmuseum in i lokalerna. År 1985 gjordes en omfattande restaurering av interiören för att återställa 1800-talsinteriören. Återstoden av domkyrkoruinerna har konstruktionsmässigt säkrats.

## Domkyrkoberget
Området kring domkyrkan, Toomemägi (Domkyrkoberget), gjordes om till en park på 1800-talet. I parken finns bland annat ett antal statyer över personer med anknytning till vetenskap och litteratur i Tartu, bland andra över Karl Ernst von Baer, Kristjan Jaak Peterson, Nikolaj Ivanovitj Pirogov och Friedrich Robert Faehlmann. På väg mot stadens centrum ligger Inglisild (Ängelsbron), som på mitten har en porträttrelief över det 1802 återgrundade universitetets förste rektor Georg Friedrich Parrot med inskriptionen Otium reficit vires ("Att vila sig förnyar ens kraft").

## Bildgalleri

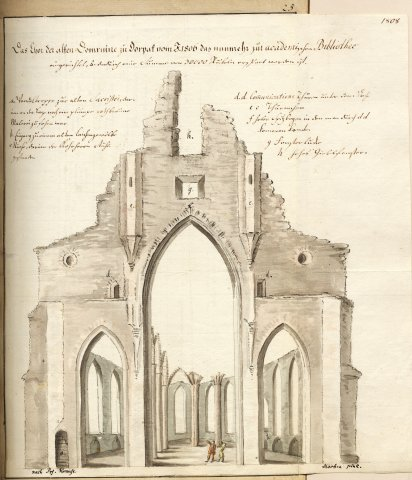
Domkyrkoruinens kor 1807, ritning av Johann Wilhelm von Krause
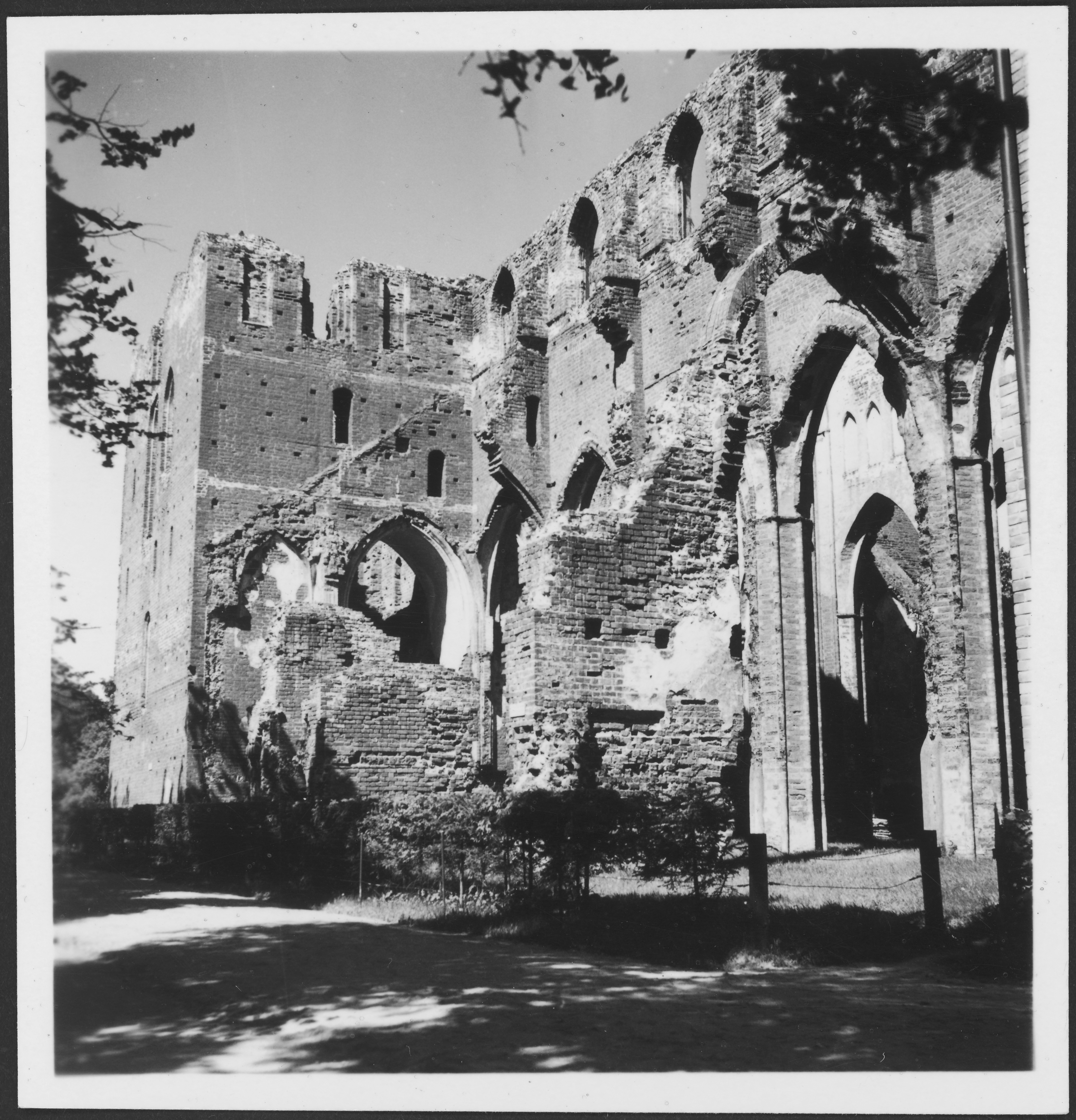
Ruinerna 1937
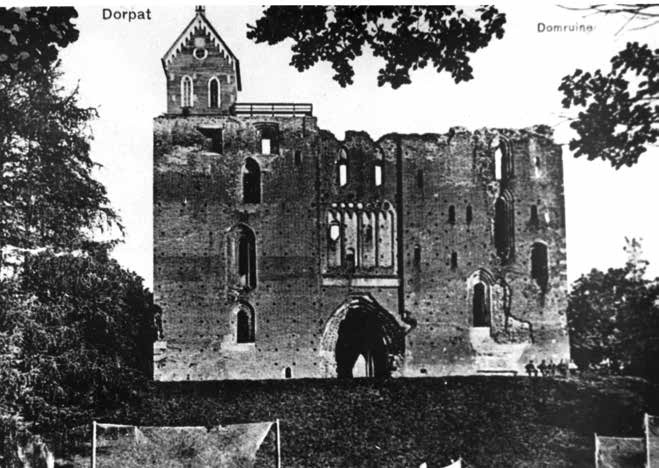
Domkyrkotornen på 1800-talet
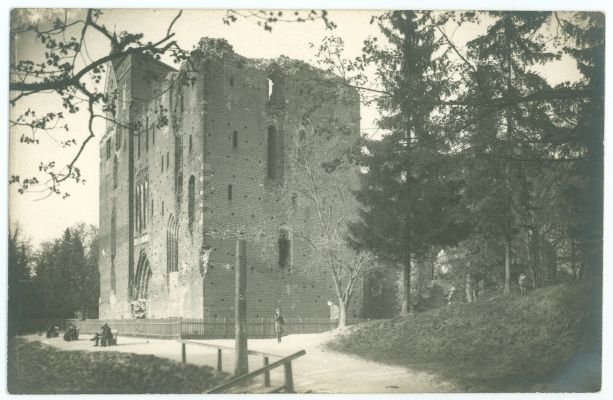
Tornen på 1920- eller 1930-talet
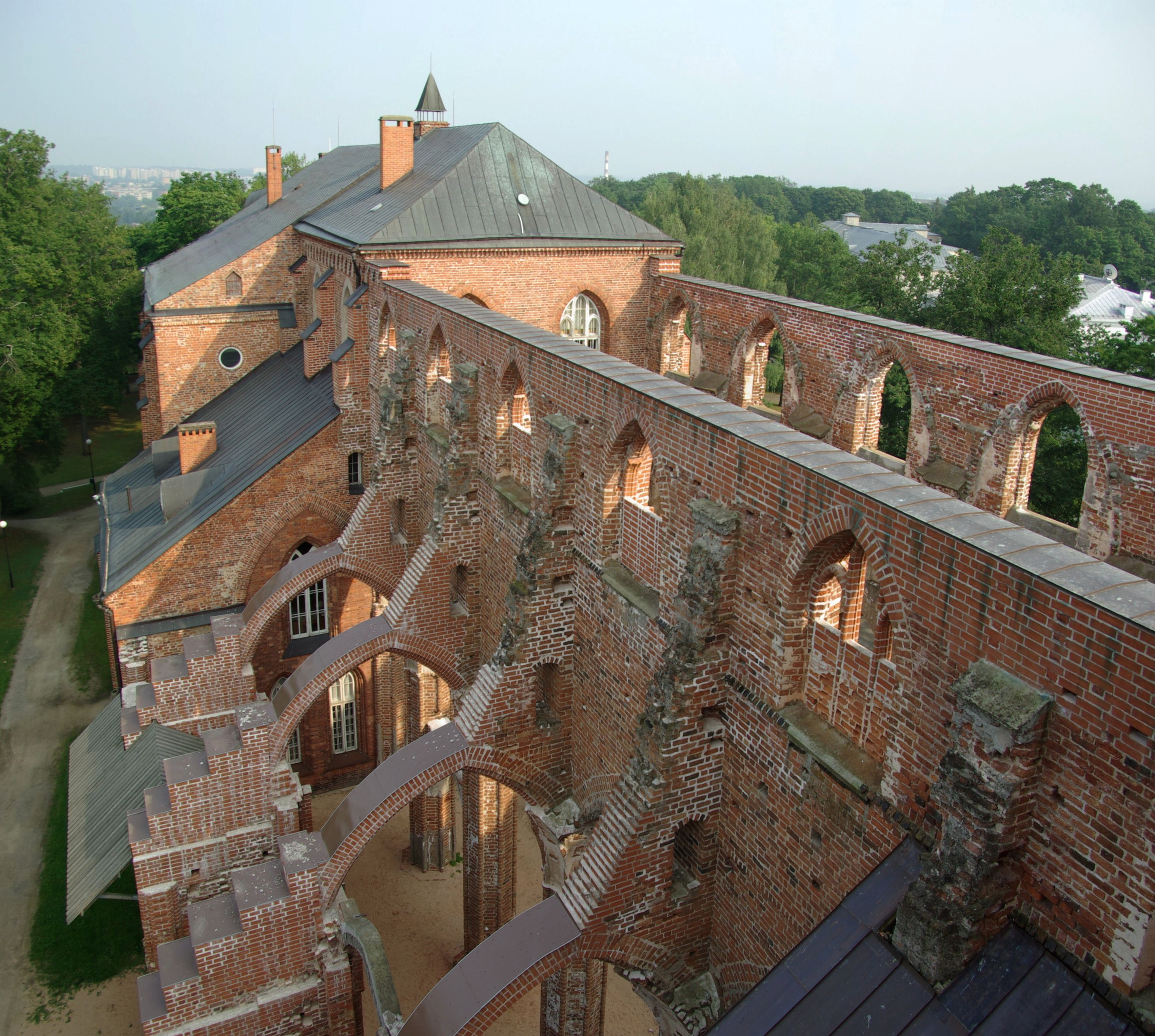
Navet med strävpelare
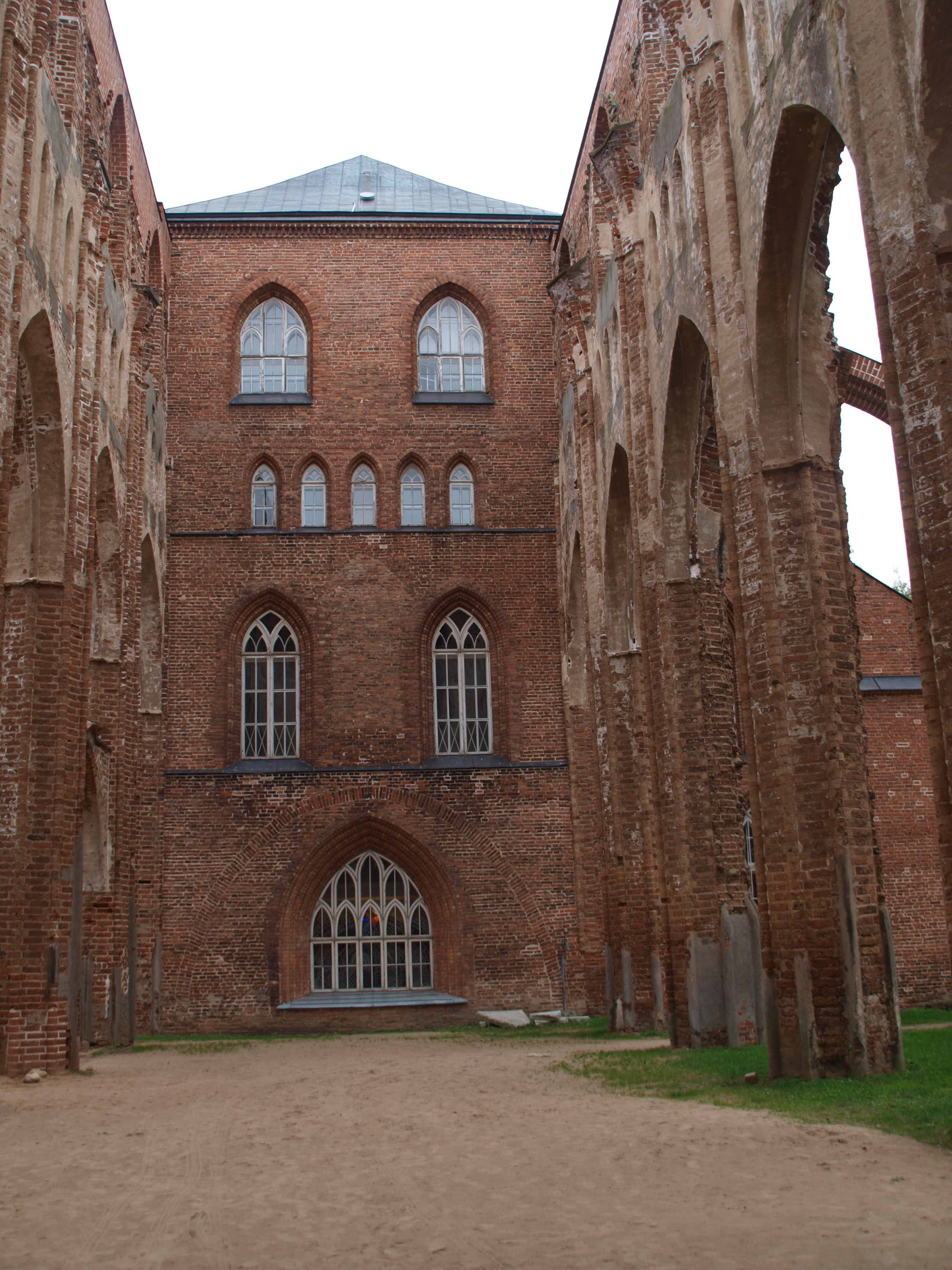
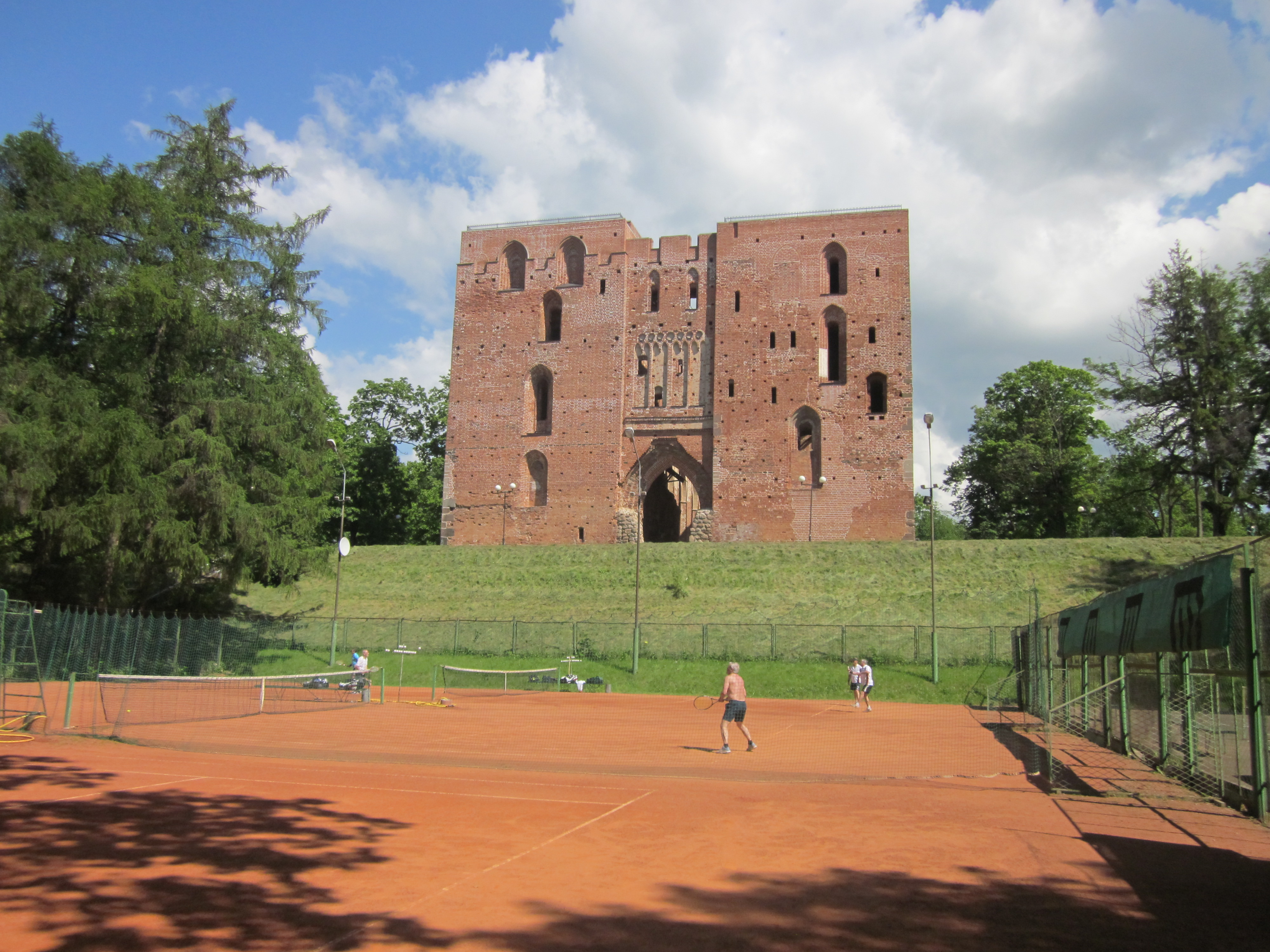
Västra fasaden
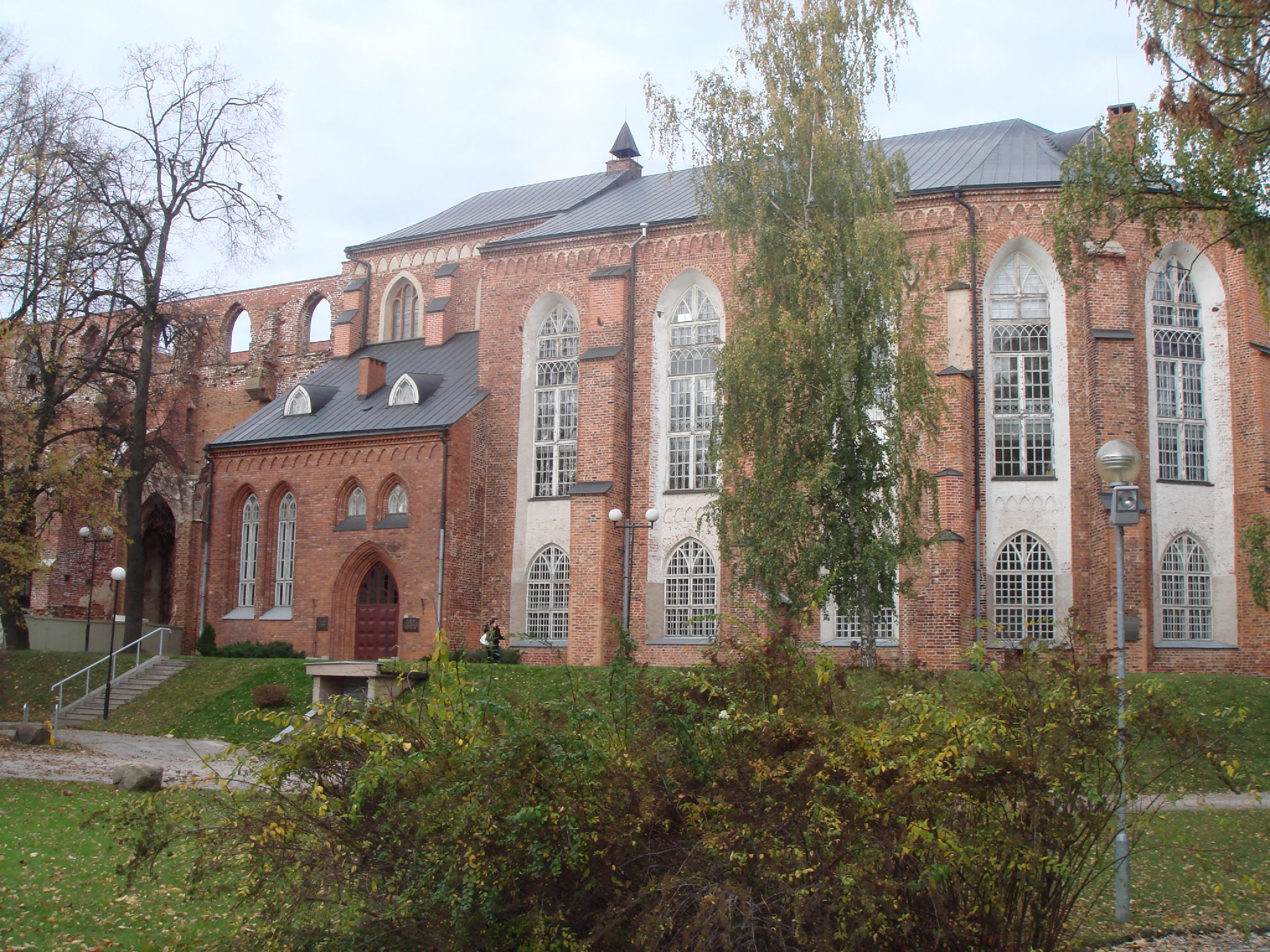
Det tidigare universitetsbiblioteket, nuvarande universitetsmuseet